# 全日本吹奏樂大賽
全日本吹奏樂大賽（日语：全日本吹奏楽コンクール）是日本以業餘管樂團為對象、每年舉行的音樂比賽，由全日本吹奏樂聯盟與朝日新聞社共同主辦，為當今日本吹奏樂界最大規模的賽事。大賽分為中學校部、高等學校部、大學部及職場、一般部四個組別。每支管樂團要演奏一首課題曲（指定曲）和一首自由曲（自選曲）。獎項分金賞、銀賞、銅賞。
每年的課題曲有四至五首，過去曾邀請團伊玖磨、木下牧子、三善晃、間宮芳生、大栗裕、小山清茂、兼田敏、保科洋、和田薫等日本一線作曲家創作課題曲。

## 大賽概要

### 主要規定
- 指定曲、自選曲需由同一組演出人員演奏。如非替換演出人員不可，得安排人員只演奏指定曲或自選曲。可兼奏不同樂器。
- 指定曲、自選曲兩曲之指揮需為同一人。
- 指定曲、自選曲需演奏同下級大會中接受審查之曲目，以上之上級大會皆不得變更演奏曲目，但自選曲之節選段落可變更。
- 演奏時間：指定曲、自選曲合計12分鐘以内（指定曲演奏開始，至自選曲演奏結束之間的長度），超過12分鐘則喪失審查資格。此項限制之嚴峻超乎想像，即使在全國大會也不時有參賽團體因此失去資格。
- 人數限制：初中組為50人以内，高中組、大學組為55人以内，職場・一般組為65人以内（皆不含指揮），不得超出下級大會中的報名人數。然而，下級大會的參賽人數得多於全國賽之限制。（依各大會規定而不同，如川口市 Ensemble Liberté 管樂團（日文：川口市アンサンブル・リベルテ吹奏楽団）於埼玉縣大會中，曾有70人出賽）。
- 編制：僅可使用管樂團編制中的樂器（木管樂器、銅管樂器、打擊樂器），打擊樂器亦包含擬聲樂器。不得以銅管樂團或管弦樂團等編制參賽。
  - 可使用低音提琴、鋼琴、鋼片琴、豎琴等樂器，此外也准許曲中的擬聲唱法。（但禁止附帶歌詞之歌曲，僅可接受母音發聲及單純的呼喊聲）。電貝斯自2007年度起禁止使用，電子低音提琴（日文：サイレントベース）亦不得使用。
  - 大提琴、電子樂器等禁止使用，即使總譜上指定該項樂器亦同。參賽團體大多會配合其選擇之指定曲的編制來演奏自選曲，未見明顯變換演出編制的例子。
- 過去有「連續三年於大會決選（方便起見，以下稱「全國大會」）中出賽者，翌年不得參加包含地區大會、縣大會、支部大會等下級大會在內之管樂大賽賽程。」此一制度（通稱「三出制度」或「三出休賽」），但已自2013年度起廢止（於2012年度達成連續三年出賽之團體，仍不得參加2013年度之賽事）。

### 預賽構成
| 支 部  | 都道府縣 | 地 區                                                                                             |
| ------ | -------- | ------------------------------------------------------------------------------------------------- |
| 北海道 | 北海道   | 札幌、函館、空知、旭川、名寄、留萌、稚内、北見、日膽、帶廣、釧路 （北海道之全道大會即為支部大會） |
| 東北   | 青森縣   | 中央（舊稱青森）、弘前、八戶                                                                      |
| 東北   | 岩手县   | 縣北、盛岡、中央、縣南、沿岸                                                                      |
| 東北   | 宮城縣   | 仙台青葉泉、仙台太白宮城野若林、名取仙南、多賀城石卷、古川栗原、登米本吉                          |
| 東北   | 秋田县   | 縣北、中央、縣南                                                                                  |
| 東北   | 山形县   | 村山、最北、置賜、田川、飽海                                                                      |
| 東北   | 福岛县   | 縣北、縣南、會津、磐城、相雙                                                                      |
| 東關東 | 茨城縣   | 縣東、縣南、縣西、縣北、中央（以上僅小學、初中組）、縣北縣東中央、縣西縣南（以上僅高中B、C組）    |
| 東關東 | 栃木縣   | 無地區大會                                                                                        |
| 東關東 | 千葉縣   | 無地區大會                                                                                        |
| 東關東 | 神奈川縣 | 横濱、川崎、相模原、縣南、縣央、西湘、湘南（以上僅初中、高中組）                                  |
| 西關東 | 群馬縣   | 西部、中部、東部（以上僅初中B組）                                                                 |
| 西關東 | 埼玉縣   | 東部、西部、南部、北部（以上僅初中組）、高校、大職一                                              |
| 西關東 | 新潟县   | 上越、中越、下越（以上僅初中B組、高中B組）                                                        |
| 西關東 | 山梨县   | 無地區大會                                                                                        |
| 东京   | 東京都   | 中學、高中、大學、一般・職場 （東京都之都大會即為支部大會）                                       |
| 北陸   | 富山縣   | 無地區大會                                                                                        |
| 北陸   | 石川縣   | 無地區大會                                                                                        |
| 北陸   | 福井縣   | 無地區大會                                                                                        |
| 東海   | 长野县   | 北信A、北信B、東信、中信、南信A、南信B（以上僅初中A組）、東北信、中南信（以上僅高中A組）          |
| 東海   | 岐阜县   | 美濃飛驒、可茂東濃、岐阜西濃（以上僅初中B、C組）                                                  |
| 東海   | 靜岡縣   | 東部、中部、西部（以上僅初中、高中組）                                                            |
| 東海   | 愛知縣   | 名古屋、知多、東三河、東尾張、西尾張、西三河北、西三河南（以上僅初中、高中組）                    |
| 東海   | 三重县   | 無地區大會                                                                                        |
| 關西   | 滋贺县   | 中學高中湖北・湖東・中部、中學大津・湖西、中學南部・甲賀、高中大津・湖西・南部・甲賀              |
| 關西   | 京都府   | 無地區大會                                                                                        |
| 關西   | 大阪府   | 北攝、北、中、南                                                                                  |
| 關西   | 兵库县   | 東阪神、西阪神、神戸、東播、西播、但馬、淡路（以上僅初中、高中組）                                |
| 關西   | 奈良县   | 無地區大會                                                                                        |
| 關西   | 和歌山县 | 無地區大會                                                                                        |
| 中國   | 鳥取縣   | 無地區大會                                                                                        |
| 中國   | 岛根县   | 無地區大會                                                                                        |
| 中國   | 岡山縣   | 無地區大會                                                                                        |
| 中國   | 廣島縣   | 無地區大會                                                                                        |
| 中國   | 山口县   | 無地區大會                                                                                        |
| 四國   | 德岛县   | 無地區大會                                                                                        |
| 四國   | 香川县   | 無地區大會                                                                                        |
| 四國   | 爱媛县   | 無地區大會                                                                                        |
| 四國   | 高知县   | 無地區大會                                                                                        |
| 九州   | 福岡縣   | 北九州、筑豐、福岡（以上僅初中、高中組）、中學福岡、中學筑前、中學筑後                            |
| 九州   | 佐贺县   | 無地區大會                                                                                        |
| 九州   | 长崎县   | 縣南、縣央、縣北（以上僅初中組）                                                                  |
| 九州   | 熊本縣   | 無地區大會                                                                                        |
| 九州   | 大分县   | 無地區大會                                                                                        |
| 九州   | 宮崎縣   | 無地區大會                                                                                        |
| 九州   | 鹿儿岛县 | 無地區大會                                                                                        |
| 九州   | 沖繩縣   | 無地區大會                                                                                        |

## 地點
全日本吹奏樂大賽初中及高中的全國決賽（全国大会）經常於每年11月間在普門館舉行。
因為日本全國高等學校野球選手權大會於每年8月間在兵庫縣西宮市的阪神甲子園球場舉行，稱為「夏季大會（夏の大会）」或「夏季甲子園（夏の甲子園）」，因此普門館亦被稱為「管樂甲子園（吹奏楽の甲子園）」。
2011年日本311地震後，普門館大館（大ホール）的天花板被確定為有高倒塌風險建築，立正佼成會決定於2012年5月13日暫停開放普門館大館。因此，2012年及2013年的全日本吹奏樂大賽初中及高中的全國決賽（全国大会）場地改到名古屋國際會議場。
大學及職場組別的比賽則每年不同，舉行地點曾經在青森市文化會館、愛媛縣縣民文化会館、大阪國際會議場、福岡太陽宮等等。

## 外部連結
- 社団法人 全日本吹奏楽連盟（页面存档备份，存于）
- Musica Bella（団体ごとの出場履歴など）（页面存档备份，存于）